# Luft- und Raumfahrtinformatik

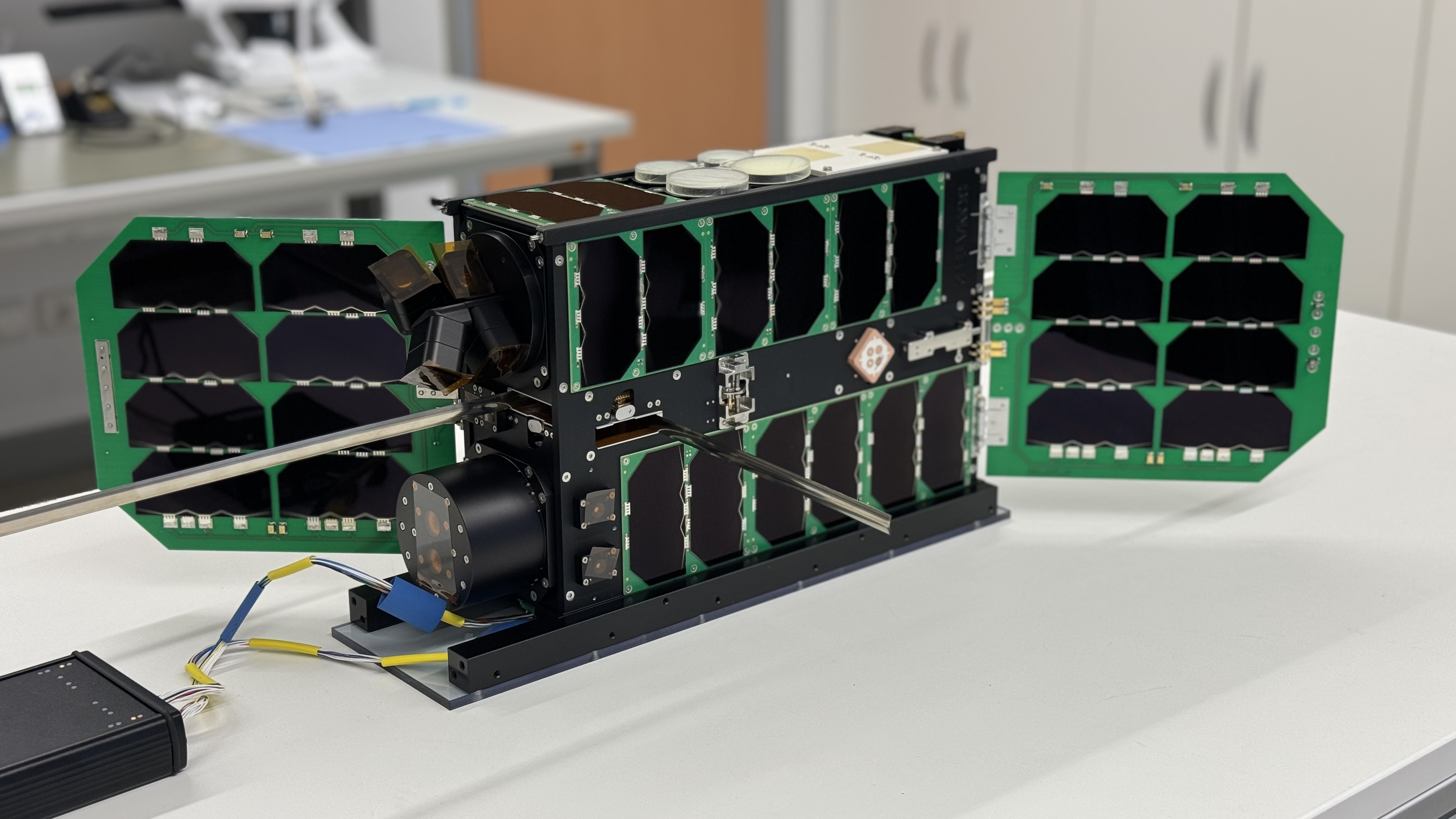
Satellit SONATE-2. Im Rahmen der Forschungsmission sollen neuartige Hard- und Softwaretechnologien der künstlichen Intelligenz (KI) im miniaturisierten Format im Erdorbit verifiziert werden. Durch Verwendung solcher KI-Technologien kann der Satellit die Umgebung selbstständig analysieren und autonome Aufnahmen starten.

Die Luft- und Raumfahrtinformatik als Teil der Informatik befasst sich mit der Entwicklung und dem Betrieb bzw. der Wartung von Flugzeugen, Flugkörpern, Raumfahrzeugen, Robotern, Satelliten und UAVs. Diese Systeme werden unter Berücksichtigung (informations-)technischer, wissenschaftlicher, wirtschaftlicher und ökologischer Aspekte entwickelt. Die Luft- und Raumfahrtinformatik ist geprägt durch die zunehmende Bedeutung der Informationstechnik innerhalb der Luft- und Raumfahrttechnik und die Entwicklung komplexer technischer Hard- und Softwaresysteme.

## Lehrinhalte
- Amateurfunk
- Avionik und Programmierung
- Unbemannte Luftfahrzeuge
- Borddatenverarbeitung
- Kommunikationstechnik
- Luft- und Raumfahrtsysteme
- Mess- und Regelungstechnik
- Raumfahrtbetrieb
- Raumflugmechanik und -dynamik
- Robotik und Telematik

## Studienmöglichkeiten
Grundlegende Studiengänge (Bachelor):
- Universität Würzburg: Luft- und Raumfahrtinformatik (B.Sc.)[1][2]

Weiterführende Studiengänge (Master):
- Universität Würzburg: Luft- und Raumfahrtinformatik (M.Sc.)[3][4]

## Studium in Würzburg
Der Studiengang „Luft- und Raumfahrtinformatik“ wird in Deutschland nur an der Julius-Maximilians-Universität in Würzburg angeboten, hat eine Regelstudienzeit von 6 Semestern und schließt mit dem „Bachelor of Science“ ab. Der Studiengang wird als Vollzeitstudium angeboten.
Darauf aufbauend wird der internationale konsekutive Masterstudiengang „Luft- und Raumfahrtinformatik“ angeboten, der aber auch Zugangsmöglichkeiten für Bachelorabsolventen der Ingenieurwissenschaften, der Mathematik, der Physik und der Informatik bietet.
Integraler Bestandteil des Studiums ist die Anwendung der erlernten Systemdesignfähigkeiten in konkreten Projekten. So wurden unter Mitwirkung der Studierenden mehrere Satelliten realisiert und in den Weltraum gebracht. Die Studierenden bringen sich in Forschung und Lehre ein und betreiben den WüSpace e.V., einen gemeinnützigen Verein, um selbständig an Projekten im Bereich der Luft- und Raumfahrt zu arbeiten.

### Satellitenmissionen
- InnoCube
- Sonate
- Sonate-2
- Tamariw
- UWE-1
- UWE-2
- UWE-3
- UWE-4

### Open-Source-Software
- RODOS

### Professoren der Luft- und Raumfahrtinformatik
- Dietl, Guido
- Jung, Matthias
- Kayal, Hakan
- Montenegro, Sergio
- Nüchter, Andreas
- Schilling, Klaus (pensioniert)
- Schmidt, Marco
- Waxenegger-Wilfing, Günther (DLR Institut für Raumfahrtantriebe)

## Forschungsinstitute mit Bezug zur Luft- und Raumfahrtinformatik
- DLR – Deutsches Zentrum für Luft- und Raumfahrt
- Fraunhofer Gesellschaft (Ernst Mach Institut)
- Zentrum für Telematik e.V.[6]